# Cillo Palermo

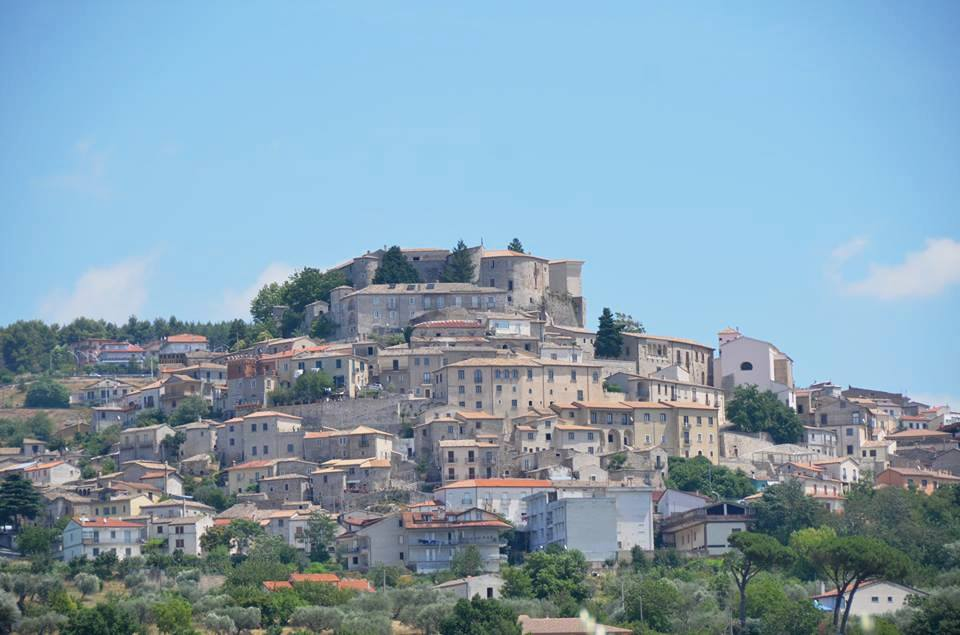
Gesualdo, il suo paese natio.

Cillo Palermo (Gesualdo, 1609 – Napoli, 1691) è stato un poeta e scrittore italiano.

## Biografia
Nasce nel 1609 a Gesualdo, un tempo governata dal principe Carlo Gesualdo, in contrada "Volpito" da una famiglia di umili contadini. Divenne poeta e letterato di corte durante la signoria di Niccolò Ludovisi, e a lui dedicò la favola pastorale Gli amori sdegnati pubblicata a Trani nel 1636 dall'editore Lorenzo Valerij. Nella dedicatoria esaltò le virtù del principe che esaltavano la sua persona come la religiosità, giustizia, clemenza, ecc. Muore a Napoli all'età di ottantadue anni nel 1691. Per secoli dimenticato, venne riscoperto grazie alle ricerche del professore Arturo Famiglietti. A lui sono dedicate la scuola secondaria e un largo a fianco al municipio a Gesualdo.